# Alekséievka (Saianski)
Alekséievka — Алексеевка (rus)— és un poble del krai de Krasnoiarsk, a Rússia, que en el cens del 2010 tenia 24 habitants. Pertany al districte de Saianski.